# Овениязов, Ишанкули
Ишанкули Овениязов (1909 год, село Ялавач, Закаспийская область, Российская империя — дата смерти неизвестна, посёлок Кала-И-Мор, Тахта-Базарский район, Марыйская область, Туркменская ССР) — старший чабан совхоза «Калай-Мор» Марыйской области, Туркменская ССР. Герой Социалистического Труда (1958).

## Биография
Родился в 1909 году в крестьянской семье в селе Ялавач Закаспийской области (на территории современного Сарахского этрапа Ахалского велаята).
С 12-летнего возраста трудился чабаном. С 1929 года трудился в овцеводческом совхозе с усадьбой в посёлке Серахс. В последующие годы — чабан совхоза «Калай-Мор». В послевоенные годы был назначен старшим чабаном в этом же совхозе.
Бригада чабанов под руководством Ишанкули Овениязова ежегодно показывала высокие результаты в овцеводстве и стала лучшей бригадой третьей совхозной фермы и совхоза. В 1957 году бригада вырастила в среднем по 159,5 ягнёнка на каждую сотню овцематок и настригла в среднем по 3,6 килограмм шерсти с каждой овцы. Указом Президиума Верховного Совета СССР от 5 июня 1958 года удостоен звания Героя Социалистического Труда за «выдающиеся успехи, достигнутые в деле развития овцеводства, увеличения производства и сдачи государству мяса, шерсти и каракулевых смушек в 1957 году, и широкое применение в практике своей работы достижений науки и передового опыта» с вручением ордена Ленина и золотой медали «Серп и Молот» (№ 8591).
В 1969 году вышел на пенсию. Персональный пенсионер союзного значения. Проживал в посёлке Кала-И-Мор. Дата смерти не установлена.